# سيرجيو دان
سيرجيو دان (بالرومانية: Sergiu Dan) هو مترجم وشاعر روماني، ولد في 29 ديسمبر 1903 في بياترا نيامتس في رومانيا، وتوفي في 13 مارس 1976 في بوخارست في رومانيا.